# Wilhelm Dieter Siebert
Wilhelm Dieter Siebert (ur. 22 października 1931 w Berlinie, zm. 19 kwietnia 2011 tamże) – niemiecki kompozytor. Mieszkał w Berlinie.

## Twórczość

### Opery
- „Untergang der Titanic”, Libretto: Wilhelm Dieter Siebert, 6 września 1979 w Berlinie.

### Muzyka do filmów i do telewizji
- do Max Willutzki: Der lange Jammer, 1973
- do Max Willutzki: Vera Romeyke ist nicht tragbar, 1975/76
- do „Der Umsetzer”, 1976
- do Krawatten für Olympia, 1976
- do Ulrike Ottinger: Freak Orlando, z Tabea Blumenschein, 1981
- do Aribert Weiß: Das Haus im Park, 1981
- do Christian Rateuke i Hartmann Schmige: Der Mann im Pyjama 1981
- do „Wer spinnt denn da, Herr Doktor”, 1981
- do Claudia Schröder: Konrad aus der Konservenbüchse, 1982 / 1983
- do Didi der Schnüffler 1982 / 1983
- do Großstadtrevier, 1986
- do Rosa von Praunheim: 1987 Anita – Tänze des Lasters (90 min.), Film o Anicie Berber z Lotti Huber
- do Ulrike Ottinger: Johanna d’Arc of Mongolia, 1988/ 1989
- do Die Piefke-Saga, 1990

### Inne
- Flute by Flute 1965
- Variationen einer Elegie 1965
- Pennergesang 1968
- Paganini-Variationen 1968
- James-Bond-Oratorium 1969
- Unser Ludwig 1970
- Der Untergang der Titanic1971.
- Manipul. 1972
- Opus 50 1972
- Die letzten Tage der Kunstgeigerin Berenice von L. (1972-1975)
- Frankenstein oder einer der auszog und das Fürchten lernte 1974
- the tape 1974
- Elektronische Nachtmusik im Jagdschloss Grunewald
- Antiphon 1975
- Unser schönes Amerika, z Yaak Karsunke 1979
- Michał Kohlhaas 1979
- Der letzte Paso Doble 1981
- „Mit Musik geht alles besser” 1933-1983. (Mit Karl-Heinz Wahren).
- 32 Meter unter der Oper 1984
- Bleistaubkantate 1985
- Liebe, Tod und Tango 1986, Kammeroper. Według Walter Serner „Die Tigerin”.
- Meister Kater. 1995.
- do Volker Kühn „Bankers Opera – Ein Dreigroschen-Stück” 1998
- Dialektisches Requiem, für Chor und kleines Orchester 2003